# GB News
GB News ist ein privater britischer Nachrichtensender, der dem rechten Medienspektrum zugeordnet wird.

## Hintergrund
Der Rundfunkveranstalter wurde im Jahr 2020 gegründet.
Zu den Hauptinvestoren des Senders gehören Liberty Global, Discovery Communications, der Hedgefondsmanager Paul Marshall (Mitgründer von Marshall Wace) und der Hedgefonds Legatum aus Dubai (finanziert auch die konservative Denkfabrik Legatum Institute).
Chairman Andrew Neil arbeitete früher für Medien der News Corporation von Rupert Murdoch (1983 bis 1994 als Herausgeber der Zeitung The Sunday Times, ab 1988 Chairman von Sky TV). Er war Chefredakteur und später Chairman der britischen Mediengruppe Press Holdings (unter anderem The Daily Telegraph, The Spectator) und Chairman der ITP Media Group mit Sitz in Dubai. Zudem war er 25 Jahre lang bis 2020 Journalist bei der BBC (unter anderem mit den Formaten Sunday Politics und This Week auf BBC One sowie Daily Politics, Politics Live und The Andrew Neil Show auf BBC Two). CEO Frangopoulos war bis 2018 CEO von Sky News Australia.
Zum Sendestart am 13. Juni 2021 sollen 140 Mitarbeiter für den Sender arbeiten, wobei ca. 120 Journalisten seien.
Der Sender wird dem  dem rechten Medienspektrum zugeordnet.

## Empfang
Zum Sendestart ist GB News über Sky HD (Sat und Kabel), Virgin Media HD (Kabel), YouView (IPTV), Freesat HD (Sat), Astra 28.2° Ost (Sat) und Freeview (DVB-T) zu empfangen. Zudem gibt es einen Livestream auf der Website des Senders und eine App für Apple und Android.

## Moderatoren und Reporter
- Nana Akua
- Colin Brazier
- Gloria De Piero
- Michelle Dewberry
- David Donaldson
- Mark Dolan
- Andrew Doyle
- Nigel Farage
- Inaya Folarin Iman
- Liam Halligan
- Tom Harwood
- Paul Hawkins
- Rebecca Hutson
- Darren McCaffrey
- Mercy Muroki
- Neil Oliver
- Alex Phillips
- Jacob Rees-Mogg
- Balvinder Sidhu
- Alastair Stewart
- Rachel Sweeney
- Dan Wootton
- Rosie Wright

## Ehemalige Moderatoren und Reporter
- Conchur Dowds
- Kirsty Gallacher
- Amelia Harper
- Kevin Larkin
- Simon McCoy
- Andrew Neil
- Anna Riley
- Hanisha Sethi

## Radio

Logo von GB News Radio

Für Juli 2021 plante GB News zudem den Start eines Radiosenders.

## Sanktionen
Im Mai 2024 wurde bekannt, dass das britische Office of Communications gesetzliche Sanktionen gegen GB News prüft. Hintergrund ist eine Sendung aus dem Februar 2024, in welcher Premierminister Rishi Sunak seine politischen Ansichten teilte, ohne dass diese vom Sender eingeordnet wurden. Angesichts der diesjährigen Parlamentswahlen steht daher der Vorwurf im Raum, GB News verletze Neutralitätsregeln. GB News hält die Kritik für unbegründet.